# Скурский, Фёдор Фёдорович
Фёдор Фёдорович Скурский — российский деятель образования, почётный гражданин Кунгура.

## Биография
Ф. Ф. Скурский родился в Екатеринославской губернии в 1866 г. Он получил среднее образование в Новочеркасской гимназии, а высшее — в Московском Императорском государственном университете, на физико-математическом факультете в 1890 г.
Он некоторое время преподавал в Оренбурге, затем в ноябре 1891 г. перешёл на работу в Кунгурское техническое училище Губкина, где прошёл должности воспитателя, преподавателя электротехники и инженера, а уже в 1903 г. стал директором этого училища.
Кроме преподавательской деятельности Фёдор Скурский писал книги по электротехнике. В 1896 г. на основе своей практической деятельности он издаёт в Кунгуре учебник «Курс электротехники», предназначенный для средних механико-технических училищ, а десять лет спустя в 1906 г. в Перми было 2 раза выпущено третье издание его книги «Краткий курс электротехники» уже в двух томах, к одному из которых прилагался атлас чертежей.
Ф. Скурскому принадлежит значительная роль в постройке участка железной дороги Пермь — Екатеринбург. Когда 22 февраля 1874 года Министерство путей сообщения России дало разрешение начать прокладку Уральской железной дороги от Перми до Екатеринбурга, жители купеческого Кунгура неоднократно отправляли делегации в Министерство путей сообщения с ходатайством провести эту дорогу именно через их город. В первую делегацию входили статский советник Василий Евграфович Краев и купец, меценат и общественный деятель Сергей Михайлович Грибушин, во вторую — кунгурские купцы А. Г. Агеев, К. К. Ушков, А. А. Малиев. Они безуспешно пытались доказать, что линия Пермь — Кунгур — Суксун — Красноуфимск — Сысерть — Шадринск — Курган является более выгодной, нежели южное направление из Казани в Сибирь. Наконец, в 1904 г. Фёдор Скурский, уже работавший директором Губкинского училища, по поручению городской управы предоставил в Министерство все необходимые расчёты и доказательства, и сумел убедить чиновников в целесообразности проведения железной дороги через Кунгур. Этот участок железной дороги длиной в 356 верст был построен в 1905—1909 гг.
К числу заслуг Фёдора Скурского относится участие в разработке проектов городского водопровода и электроосвещения Кунгура.
За решение Ф. Ф. Скурским вопросов общественного значения и заслуги перед Кунгуром городская дума в 1907 г. по прошению городской управы присвоила ему звание «Почётный гражданин города Кунгура».
В 1904 г. Фёдор Скурский по выслуге лет был произведён из коллежских в статские советники, а 11 лет спустя в 1915 г. — в действительные статские советники. В 1908 году он был награждён орденом Святой Анны 2 степени.
В 1907 г. Ф. Ф. Скурский становится директором Алексеевского реального училища в Перми. Он принимал активное участие в общественной жизни города и два раза был избран гласным Пермской Городской Думы.